# اچ‌ام‌اس هورنت (۱۸۹۳)
اچ‌ام‌اس هورنت (۱۸۹۳) (به انگلیسی: HMS Hornet (1893)) یک کشتی بود که طول آن ۱۸۵ فوت (۵۶ متر) بود. این کشتی در سال ۱۸۹۳ ساخته شد.